# Papiros de Abusir

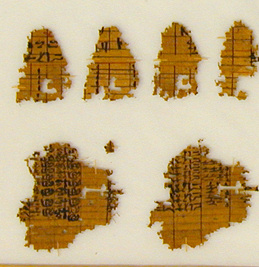
Fragmentos de Papiros de Abusir

Plano de la necrópolis de Abusir

Los Papiros de Abusir, descubiertos en la zona de Abusir, son la colección de papiros manuscritos más numerosa del Imperio Antiguo de Egipto. Los primeros papiros fueron descubiertos en 1893, en Abu Gurab, cerca de Abusir, en el norte de Egipto. Sus orígenes se remontan al siglo XXIV a. C. durante la Quinta dinastía de Egipto. Aunque están muy fragmentados, fueron los papiros manuscritos más antiguos jamás encontrados hasta el descubrimiento del Diario de Merer. Posteriormente, se descubrieron gran cantidad de fragmentos manuscritos en la zona.

## Contenido de los papiros
Los papiros de Abusir se consideran los hallazgos más importantes de documentos administrativos del Imperio Antiguo. Ofrecen información detallada sobre el funcionamiento de un templo funerario real e incluyen listas de turnos para sacerdotes, inventarios del equipo del templo y listas de ofrendas diarias a los dos templos solares en Abu Gurab, al norte de Abusir, así como cartas y permisos.
Los fragmentos conservan restos de dos tipos de escrituras diferentes. La introducción está escrita con jeroglíficos y comienza con una fecha (las fechas en ese momento se expresaban en el número de recuentos nacionales de ganado) en referencia al reinado de Dyedkara Isesi, fechándose así los manuscritos al final de la Quinta Dinastía.
Los fragmentos de papiros están escritos en columnas divididas en tres registros horizontales.
el primer registro enumera las fechas y los nombres de los funcionarios
el segundo registro enumera los nombres de los destinatarios
el tercer registro enumera el tipo de cortes de carne suministrados; esta sección está en gran parte destruida.
El texto de la derecha está en escritura hierática y resume las asignaciones de grano.

## Historia del descubrimiento

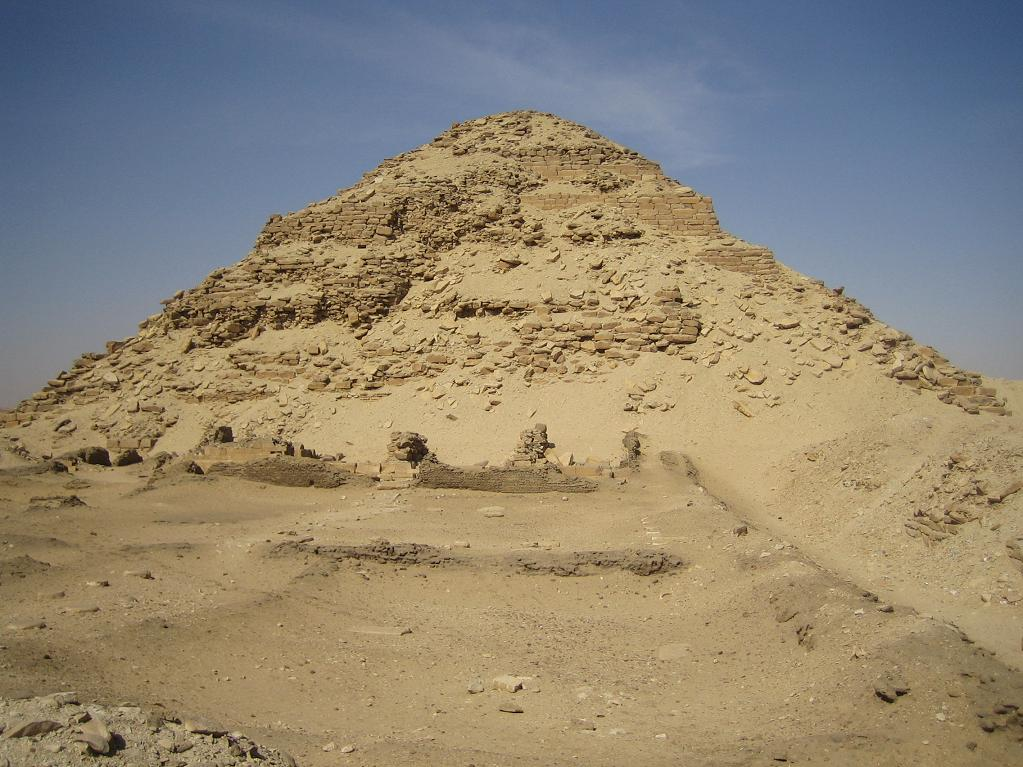
La pirámide de Neferirkara en Abusir

Los Papiros de Abusir son una colección de papiros administrativos que datan de la Quinta dinastía. Los papiros se encontraron en los complejos de templos funerarios de Neferirkara Kakai, Neferefra y la reina Jentkaus II.
Los primeros fragmentos de los Papiros de Abusir fueron descubiertos en 1893 durante excavaciones ilegales en Abusir. Contenían manuscritos con respecto a Neferirkare Kakai que posteriormente fueron vendidos a varios egiptólogos y museos.
El egiptólogo alemán Ludwig Borchardt identificó más tarde el lugar del hallazgo cerca del templo de la pirámide del faraón Neferirkare, de la Quinta Dinastía. Esta teoría fue confirmada por el descubrimiento de Borchardt de más fragmentos durante las excavaciones en el templo.
Los papiros del complejo de Neferirkara Kakai se encontraron en almacenes ubicados en la parte suroeste del complejo.
Con la información del primer papiro de Abusir, a mediados de la década de 1970, los arqueólogos checos, dirigidos por Miroslav Verner, pudieron encontrar el monumento funerario de Neferefra, con unos 2000 papiros más. Se encontraron principalmente en los almacenes, en la sección noroeste de la edificación. Hay evidencia de que originalmente los papiros se sujetaban con tiras de cuero y se almacenaban en cajas de madera.
Otras excavaciones realizadas por la expedición checa en el mismo sitio también descubrieron papiros en el monumento funerario de Jentkaus (la madre de Jentkaus II).
Además de las extensivas excavaciones en la zona de la pirámide de Abusir, realizadas por el Instituto Checo de Egiptología de la Universidad Charles desde la década de 1970, el Instituto de Egiptología de la Universidad de Waseda comenzó las excavaciones en el mismo sitio en septiembre de 1990.

## Localización actual de los papiros
Los fragmentos de los Papiros de Abusir se encuentran custodiados en varios museos. Se denominan EA 10735 (British Museum), UC 32769  y UC 32366 (University College, Londres), E25279 (Louvre, París), 58063 (Museo Egipcio, El Cairo).